# Affaire Marion Wagon
L'affaire Marion Wagon est une affaire criminelle française qui a pour point de départ la disparition inquiétante d'une fillette de 10 ans, le 14 novembre 1996 dans un quartier de la ville d'Agen entre son école et le domicile de ses parents, dans le département du Lot-et-Garonne. 
En 2022, cette affaire n'était toujours pas résolue et a été reprise par le pôle des crimes sériels ou non élucidés du tribunal judiciaire de Nanterre (PCSNE).

## Disparition

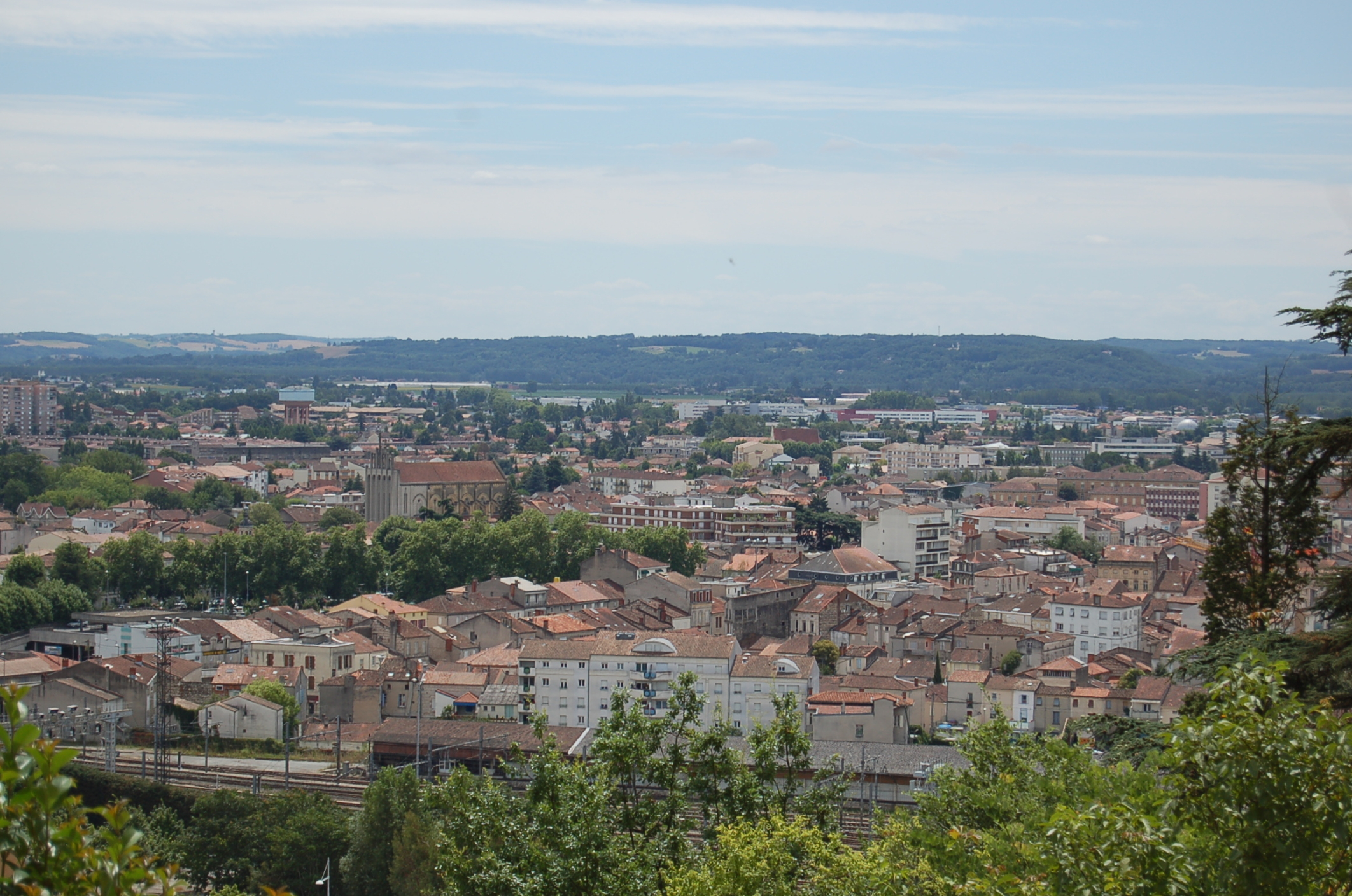
Agen, ville de la jeune Marion et de ses parents

Le 14 novembre 1996, Marion Wagon, une jeune écolière agenaise âgée de 10 ans, n’a que 400 mètres à parcourir pour rentrer depuis son école primaire chez ses parents pour déjeuner. Sur son chemin, elle passe devant l'école maternelle. Elle veut aller dire bonjour à son ancienne maîtresse, dans la cour et fait un petit tour de toboggan, puis, au coin de la rue, entre cette école et son domicile, la fillette disparait sans laisser de traces.

## Famille
Les parents de la jeune disparue sont Michel Wagon, carrossier de profession, originaire du Nord de la France et Françoise Wagon, employée dans un service dédiée à la petite enfance. Ils demeuraient à Agen (Lot-et-Garonne), au moment de la disparition, avec leurs trois enfants dont la petite Marion, scolarisée dans le quartier,.

## Enquête
Dès le jour de la disparition, l’équipe cynophile des pompiers intervient pour effectuer des recherches et le lendemain les policiers du SRPJ de Toulouse ainsi que l’ensemble des policiers d’Agen fouillent tous les secteurs du quartier de la famille Wagon. Le 22 avril, les deux juges d’instruction dessaisissent le SRPJ au profit des gendarmes de la SR de Toulouse. En 1997, les services de gendarmerie ont même entrepris de faire vider la partie du canal du Midi qui traverse la ville. L’hypothèse d’une fugue est écartée très rapidement par les enquêteurs.
La même année, un homme se présentant comme détective privé a tenté d'escroquer les parents de Marion, en leur faisant croire qu'il savait où se trouvait la jeune fille. Il a été interpellé dans la ville de Voiron (Isère), puis placé en garde à vue afin d'être présenté au parquet d'Agen.
En 2009, la piste Michel Fourniret, condamnés plusieurs fois pour divers meurtres et viols, un temps soupçonné du rapt de la petite Marion, est définitivement écartée à la suite d'une recherche d'ADN.
En juillet 2019, un groupe de travail présidé par le procureur général de Grenoble Jacques Dallest est chargé de réfléchir à l’amélioration du traitement judiciaire des cold cases. De nombreux dossiers judiciaires traitant d'affaires non élucidées sont ainsi transférés au pôle nouvellement créé des crimes sériels ou non élucidés du tribunal judiciaire de Nanterre, dont celui de Marion Wagon,.

## Mobilisation sans précédent

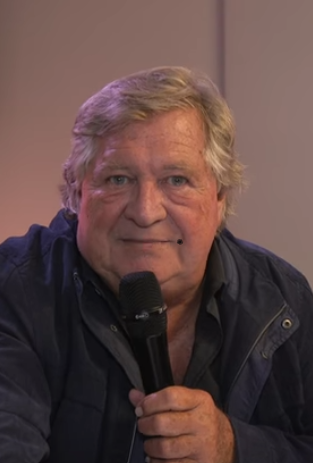
Jacques Pradel.

En 1997, à la suite de la disparition inquiétante de la jeune fille, Annie Gourgue, présidente de l'association « La Mouette » qui vient en aide aux proches de victimes disparues, contacte le procureur de la République afin d'obtenir l'autorisation de diffuser des affiches avec la photo de Marion. Ce sera une première en France car la diffusion des photos de personnes disparues restaient cantonnées dans les commissariats. Quinze millions d'affiches sont ainsi distribuées dans toute la France notamment sur les vitrines des magasins, les feux tricolores, des vitres de voitures.
La solidarité sera également exercée par des fonctionnaires de diverses administrations émus par ce fait divers et qui proposeront leur aide. Les associations Lions Clubs France et Rotary International France se mobilisent. Des employés de La Poste, pourtant en grève en novembre 1996, accepteront le soir de rouvrir le centre de tri pour collecter les affiches à acheminer pour aider à retrouver Marion. Des affiches seront placardées par le conseil général et les deux juges d'instruction chargés du dossier viendront également coller des enveloppes en sortant de leurs cabinets.
Toujours sur une idée d'Annie Gourgue, le journaliste et présentateur de télévision Jacques Pradel propose à cette dame et aux parents de les présenter aux industriels du lait. La présidente de l'association va, dès lors, convaincre ceux-ci de faire imprimer une dizaine de millions de briques de lait avec la photo de la jeune fille, initiative sans précédent en France.
En 2016, soit vingt ans après la disparition de la jeune fille, une marche blanche est organisée par des amis et des habitants de la ville d'Agen qui portent tous le portrait de Marion,. Le coupable potentiel n'est pas identifié, cela signifie qu'il pourrait vivre libre à Agen ou près de cette ville.

### Documentaires télévisés
- Enquêtes criminelles : qu'est devenue Marion Wagon ? du 24/05/2024 sur W9.